# Administrativní dělení Finska

19 provincií

Základní administrativní jednotkou Finska je obec (finsky kunta, švédsky kommun). K lednu 2021 existovalo celkem 309 obcí, z nichž 107 mělo postavení města. Finské obce jsou obdařeny poměrně rozsáhlou samosprávou – určují si svou část daně z příjmů svých občanů a právě ony zajišťují na svém území značnou část mj. dopravních, zdravotních, sociálních a školských   (kromě vysokých škol) a kulturních služeb. Na úroveň poskytovaných služeb dále dohlíží šest oblastních správních úřadů (aluehallintovirasto), jimž jsou svěřeny též další úkoly lišící se v jednotlivých oblastech.
Za účelem rozvoje a plánování je Finsko na vyšší úrovni rozděleno do 69 okresů (finsky seutukunta, švédsky ekonomisk region) a ještě výše do 19 provincií (finsky maakunta, švédsky landskap), nicméně ty v současnosti nejsou (kromě Aland) samosprávnými celky. To by se mělo změnit s plánovanou rozsáhlou reformou sociálních a zdravotních služeb (sote-uudistus), jež by měla přesunout odpovědnost za tyto oblasti na samosprávné kraje, nicméně její osud je ke konci roku 2017 nejistý a příslušná legislativa nebyla zatím schválena.
Pro volby do parlamentu se užívá jiného členění, kde se území Finska dělí do 14 volebních obvodů.
Zvláštní postavení mají Alandy, oplývající ústavně zaručenou autonomií a legislativně i kulturně značně se odlišující od kontinentálního Finska. Roli regionální rady zastupuje autonomní vláda Aland.

## Přehled provincií
|  | Provincie         | Správní sídlo | Rozloha [km²] | Obyvatelstvo (01/2021) | Úřad oblastní správy (aluehallintovirasto) | Úřad ely-keskus     | Počet okresů (seutukunta) | Počet obcí (kunta) k lednu 2021 | Z toho měst |
|  | ----------------- | ------------- | ------------- | ---------------------- | ------------------------------------------ | ------------------- | ------------------------- | ------------------------------- | ----------- |
|  | Alandy            | Mariehamn     | 1 582,93      | 30 144                 | Alandy                                     | Alandy              | 3                         | 16                              | 1           |
|  | Jižní Karélie     | Lappeenranta  | 6 872,13      | 126 896                | Jižní Finsko                               | Jihovýchodní Finsko | 2                         | 9                               | 2           |
|  | Jižní Pohjanmaa   | Seinäjoki     | 13 998,72     | 192 156                | Západní a Vnitřní Finsko                   | Jižní Pohjanmaa     | 4                         | 18                              | 8           |
|  | Jižní Savo        | Mikkeli       | 17 099,02     | 132 695                | Východní Finsko                            | Jižní Savo          | 3                         | 12                              | 3           |
|  | Kainuu            | Kajaani       | 22 687,86     | 71 683                 | Severní Finsko                             | Kainuu              | 2                         | 8                               | 2           |
|  | Kanta-Häme        | Hämeenlinna   | 5 707,63      | 170 677                | Jižní Finsko                               | Häme                | 3                         | 11                              | 3           |
|  | Kymenlaakso       | Kotka         | 4 947,65      | 162 840                | Jižní Finsko                               | Jihovýchodní Finsko | 2                         | 6                               | 3           |
|  | Laponsko          | Rovaniemi     | 98 983,66     | 176 711                | Laponsko                                   | Laponsko            | 6                         | 21                              | 4           |
|  | Päijät-Häme       | Lahti         | 6 941,71      | 205 862                | Jižní Finsko                               | Häme                | 1                         | 10                              | 3           |
|  | Pirkanmaa         | Tampere       | 15 549,56     | 523 598                | Západní a Vnitřní Finsko                   | Pirkanmaa           | 5                         | 23                              | 12          |
|  | Pohjanmaa         | Vaasa         | 7 935,79      | 175 821                | Západní a Vnitřní Finsko                   | Pohjanmaa           | 3                         | 14                              | 6           |
|  | Satakunta         | Pori          | 8 269,35      | 215 351                | Jihozápadní Finsko                         | Satakunta           | 3                         | 16                              | 7           |
|  | Severní Karélie   | Joensuu       | 22 903,22     | 163 570                | Východní Finsko                            | Severní Karélie     | 3                         | 13                              | 5           |
|  | Severní Pohjanmaa | Oulu          | 39 192,65     | 414 012                | Severní Finsko                             | Severní Pohjanmaa   | 7                         | 30                              | 11          |
|  | Severní Savo      | Kuopio        | 21 077,95     | 248 226                | Východní Finsko                            | Severní Savo        | 5                         | 19                              | 5           |
|  | Střední Finsko    | Jyväskylä     | 19 011,98     | 272 548                | Západní a Vnitřní Finsko                   | Střední Finsko      | 6                         | 22                              | 6           |
|  | Střední Pohjanmaa | Kokkola       | 5 219,58      | 67 976                 | Západní a Vnitřní Finsko                   | Pohjanmaa           | 2                         | 8                               | 2           |
|  | Uusimaa           | Helsinky      | 9 568,85      | 1 704 607              | Jižní Finsko                               | Uusimaa             | 4                         | 26                              | 13          |
|  | Vlastní Finsko    | Turku         | 10 912,22     | 481 673                | Jihozápadní Finsko                         | Vlastní Finsko      | 5                         | 27                              | 11          |
|  | FINSKO            | Helsinky      | 338 462,46    | 5 537 046              |                                            |                     | 69                        | 309                             | 107         |

## Mapy

Obce (kunta)
Hustota zalidnění dle obcí
Okresy (seutukunta)
Provincie (kunta)
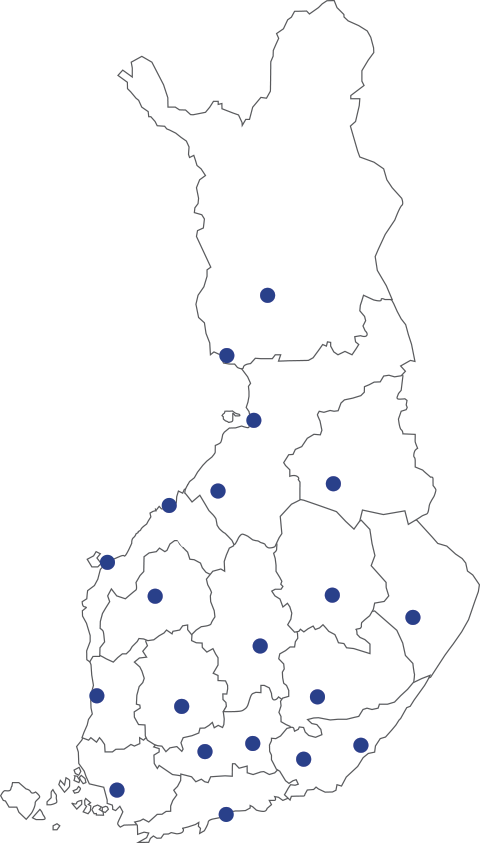
Centra pro rozvoj, dopravu a živ. prostředí (ely-keskus)
Regionální úřady (aluehallintovirasto)

### Legislativa
1. ↑  Zákon č. 410/2015, Kuntalaki. [cit. 2017-12-25]. Dostupné online.
2. ↑  Zákon č. 1535/1992, Tuloverolaki, § 3. [cit. 2017-12-25]. Dostupné online.
3. ↑  Zákon č. 66/1972, Kansanterveyslaki, § 15. [cit. 2017-12-25]. Dostupné online.
4. ↑  Zákon č. 628/1998, Perusopetuslaki, § 2 luku. [cit. 2017-12-25]. Dostupné online.
5. ↑  Zákon č. 896/2009, Laki aluehallintavirastoista. [cit. 2017-12-25]. Dostupné online.
6. ↑  Vyhláška státní rady č. 906/2009, Valtioneuvoston asetus aluehallintovirastoista. [cit. 2017-12-25]. Dostupné online.
7. ↑  Zákon č. 1159/1997, Maakuntajakolaki. [cit. 2017-12-25]. Dostupné online.
8. ↑  Rozhodnutí státní rady č. 100/2015, Valtioneuvoston päätös maakunnista. [cit. 2017-12-25]. Dostupné online.
9. ↑  Zákon č. 714/1998, Vaalilaki, § 5. [cit. 2017-12-25]. Dostupné online.
10. ↑  Zákon č. 731/1999, Suomen perustuslaki (Ústava Finska), § 74. [cit. 2017-12-25]. Dostupné online.